# Patricia de León
Patricia de León (Ciudad de Panamá, 2 de enero de 1976) es una modelo profesional, exreina de belleza,  presentadora de televisión y actriz panameña.

## Primeros años y educación
Su padre quería que fuera abogada, y su madre ―llamada Querube― quería que fuera actriz.
A los 13 años empezó a modelar.
En 1995 ―a los 19 años― fue elegida Miss Panamá (ahora Señorita Panamá).
Ese concurso le abrió muchas puertas del espectáculo.
Debutó en la televisión presentando el clima en la estación local de televisión Panamá TVN Canal 2. Después se convirtió en reportera para el mismo canal. Más tarde produjo y presentó un programa de turismo para la RPC TV/MEDCOM.
En 1997 ―a los 21 años de edad― participó como concursante en Miss Asia Pacific.
Después decidió partir a Estados Unidos.
Trabajó como presentadora del programa La corte del juez Franco en TV Azteca. Obtuvo papeles en la televisión estadounidense, incluyendo series como Lincoln Heights, Cold Case y Crossing Jordan (para el canal ABC Family), la telenovela Perro amor y La corte del pueblo (de Telemundo) y The Chicago Code (de Fox Network).
Se convirtió en actriz de Hollywood al aceptar un papel en el cortometraje La llorona del río, y después en películas como
All in,
De cómo las muchachas García pasaron su verano,
Love Orchard y
The Pool Boys (donde interpretó a la sexy latina Julia).
Trabajó en la telenovela Corazón apasionado (del canal Univisión), grabada en Miami, con Guy Ecker.

Me encanta actuar en español, pero también me va muy bien en el cine y la televisión en inglés. Volví en la segunda temporada de la serie Men of a Certain Age, donde soy la fantasía amorosa de Ray Romano.
Patricia de León

## Vida personal
Lleva varios años en pareja con el especialista de marketing y negocios, Steven Chester. El día de su cumpleaños anunció que estaba embarazada. Un mes después en su baby shower anunció que está esperando un niño y que se llamaría, Julien Brandon Chester. El 15 de marzo de 2023 dio a luz al primer hijo de la pareja y el 18 de marzo anunció en redes sociales la llegada de su hijo.

## Filantropía

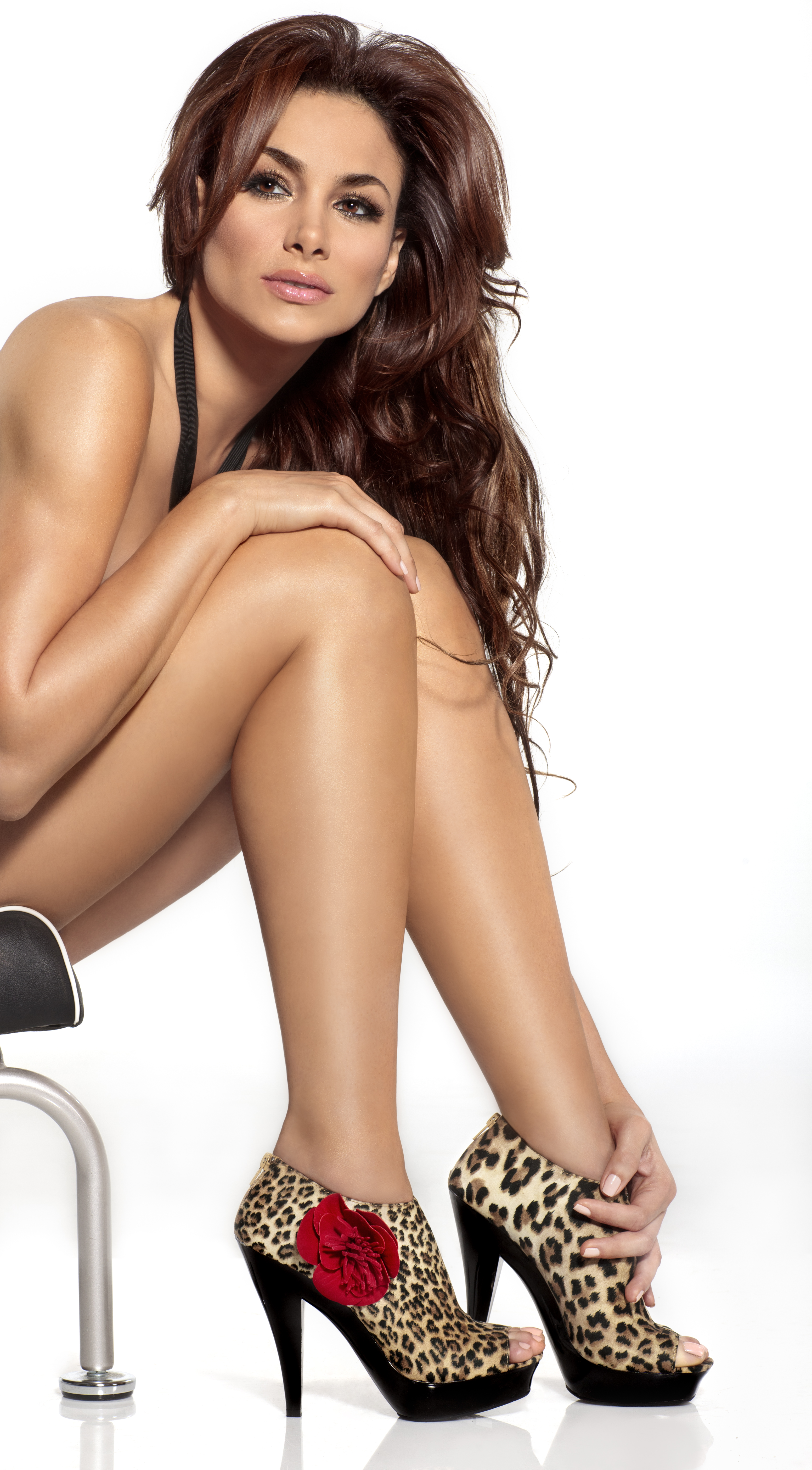
Patricia de León modelando.

Patricia de León apoya a la asociación PETA en la comunidad hispana, y es activista del vegetarianismo. En la actualidad desempeña un papel activo en la detención de las corridas de toros en todo el mundo y en 2010 fue imagen de la campaña de PETA contra las corridas de toros.
También es la vocera de la asociación One Love Fundation, que defiende los derechos y las luchas contra la discriminación de la comunidad LGBT.

## Filmografía

### Cine
| Año  | Título                                  | Rol                   | Notas                                                 |
| ---- | --------------------------------------- | --------------------- | ----------------------------------------------------- |
| 2001 | A Design for a Life                     | La esposa             | Cortometraje                                          |
| 2001 | La llorona del río                      | Esperanza             | Protagonista, ortometraje de producción independiente |
| 2002 | El maestro del disfraz                  | Mesera                |                                                       |
| 2005 | How the Garcia Girls Spent Their Summer | Actriz de telenovelas | De Loosely Based Prod.                                |
| 2006 | Cloud 9                                 | Corazón               |                                                       |
| 2006 | All In                                  | María                 |                                                       |
| 2007 | Blue Lake Massacre                      | Anna                  |                                                       |
| 2009 | Mr. Sadman                              | María                 |                                                       |
| 2011 | The Pool Boys                           | Julia                 | Acreditada como Patricia Deleon                       |
| 2012 | Bad Ass                                 | Marissa               | Acreditada como Patricia Deleon                       |
| 2013 | Fighting for Freedom                    | María                 |                                                       |
| 2014 | Confessions of a Womanizer              | Patricia              |                                                       |
| 2014 | Light from the Darkroom                 | Carmen                |                                                       |
| 2015 | Las Ocho                                | Karla                 | Cortometraje                                          |
| 2016 | Slammed!                                | Claudia Savante       |                                                       |
| 2017 | Your Move                               | Isabel                |                                                       |
| 2018 | A-X-L                                   | Joanna Reyes          |                                                       |
| 2019 | Chateau Vato                            | Mariana               |                                                       |
| 2019 | Operación Causa Justa                   | Carmina               |                                                       |
| 2020 | Honeymoon in Paradise                   | Vanessa               | Por estrenar                                          |
| 2020 | Centurion XII                           | Isabella Hall         | Post-producción                                       |
| 2020 | One Nation Under God                    | Rosa Gutiérrez        | Post-producción                                       |
| TBA  | One Heart                               | Por anunciar          |                                                       |

### Televisión
| Año           | Título                   | Rol                                                | Notas                                                |
| ------------- | ------------------------ | -------------------------------------------------- | ---------------------------------------------------- |
|               | Destinos excitantes      | Presentadora y productora. (ella misma)            | Por Panamá Medcom                                    |
|               | Noticias Primera Edición | Presentadora de noticias y reportera. (ella misma) |                                                      |
|               | Cuánto cuesta el show    | Jueza. (ella misma)                                | Por Channel 22                                       |
| 2000          | La corte del pueblo      | Presentadora y entrevistadora. (ella misma)        | Por Telemundo                                        |
| 2001          | La corte de familia      | Presentadora y entrevistadora. (ella misma)        | Por Telemundo                                        |
| 2002          | Mujer Today              | Presentadora. (ella misma)                         | Por Azteca América                                   |
| 2003          | Billboard Latino         | Presentadora. (ella misma)                         | Por Azteca América                                   |
| 2004          | All of Us                | Actriz                                             | 1 episodio: «Wedding Dance»                          |
| 2006          | Ghost Whisperer          | Mujer policía                                      | 1 episodio: «Drowned Lives»; por CBS.                |
| 2006          | Cold Case                | Marta Chávez de 1982                               | 1 episodio: «Baby Blues»; por CBS                    |
| 2007          | Crossing Jordan          | Magda García                                       | 1 episodio: «Isolation»; por NBC                     |
| 2007-09       | Lincoln Heights          | Sofía / Sophia Muñoz                               | 4 episodios como invitada recurrente, por ABC Family |
| 2008          | Juez Franco              | Entrevistadora. (ella misma)                       |                                                      |
| 2008          | Corte del juez Franco    | Presentadora. (ella misma)                         | Por Azteca América                                   |
| 2009-2011     | Men of a Certain Age     | Mujer de fantasía                                  | 6 episodios (invitada recurrente), por TNT.          |
| 2010          | Perro amor               | Jennifer López                                     | 23 episodios; por Telemundo/NBC                      |
| 2011          | The Chicago Code         | Beatrice Romero                                    | 1 episodio: «Black Hand and the Shotgun Man»         |
| 2011          | Grace                    | Arabella Ruiz                                      | Película de televisión; por ABC                      |
| 2011          | Corazón apasionado       | Carmen Rosa                                        | Por Univisión                                        |
| 2012          | La ruta blanca           |                                                    | Por Caracol TV                                       |
| 2013          | Magic City               | Pastorcita Núñez                                   |                                                      |
| 2015          | NCIS                     | Gloria Hernández                                   | 1 episodio: «The Artful Dodger»                      |
| 2015          | Tómame o déjame          | Enmanuelle                                         | 1 episodio: «Pilot»                                  |
| 2015          | A Christmas Reunion      | Janette Crowder                                    | Película de televisión; por ABC                      |
| 2016          | Notorious                | Silvia Baez                                        | 1 episodio: «Kept and Broken»                        |
| 2017          | Scorpion                 | Lucinda                                            | 1 episodio: «Faux Money Maux Problems»               |
| 2017          | Rica, Famosa, Latina     | Ella misma                                         | Reality show, principal en la temporada 5.           |
| 2017          | La Quinceañera           | Estela                                             |                                                      |
| 2020          | Stumptown                | Laura                                              | 2 episodios                                          |
| 2020          | NCIS: Los Angeles        | Ellie Martinez                                     | 1 episodio: «Murder of Crows»                        |
| 2020-presente | Station 19               | Elena Herrera                                      | 6 episodios                                          |

## Teatro
- Hércules (actriz de reparto), de The Walt Disney Company.